# Controvento (Eros Ramazzotti)
Controvento è un brano musicale scritto da Eros Ramazzotti, Adelio Cogliati e Claudio Guidetti, eseguito dallo stesso Ramazzotti e pubblicato il 3 settembre 2009 come secondo singolo tratto dall'album Ali e radici.

## Tracce
1. Controvento

## Formazione
- Eros Ramazzotti - voce
- Davide Tagliapietra - basso, chitarra acustica, chitarra elettrica
- Vinnie Colaiuta - batteria
- Christian Rigano - pianoforte, Fender Rhodes, synth
- Davide Rossi - archi
- Michele Canova Iorfida - programmazione